# Cleeberg
Cleeberg ist ein Ortsteil der Gemeinde Langgöns im mittelhessischen Landkreis Gießen.

## Geographische Lage
Cleeberg liegt im östlichen Hintertaunus im Naturpark Taunus. Zu den Erhebungen der von Wald umgebenen Ortschaft gehören Cleebaum (367,6 m) im Nordosten, Rostert (Knottenberg; 391,1 m) im Südosten, Schorn (ca. 450 m) im Süden und Kuchenberg (391,6 m) im Südwesten. Das Dorf wird vom Kleebach durchflossen, in den dort der vom Schorn kommende Aulbachsgrundbach mündet.
Nachbarorte sind Griedelbach (westlich), Oberkleen (nordöstlich), Ebersgöns (östlich) und  Espa (südöstlich).

## Geschichte

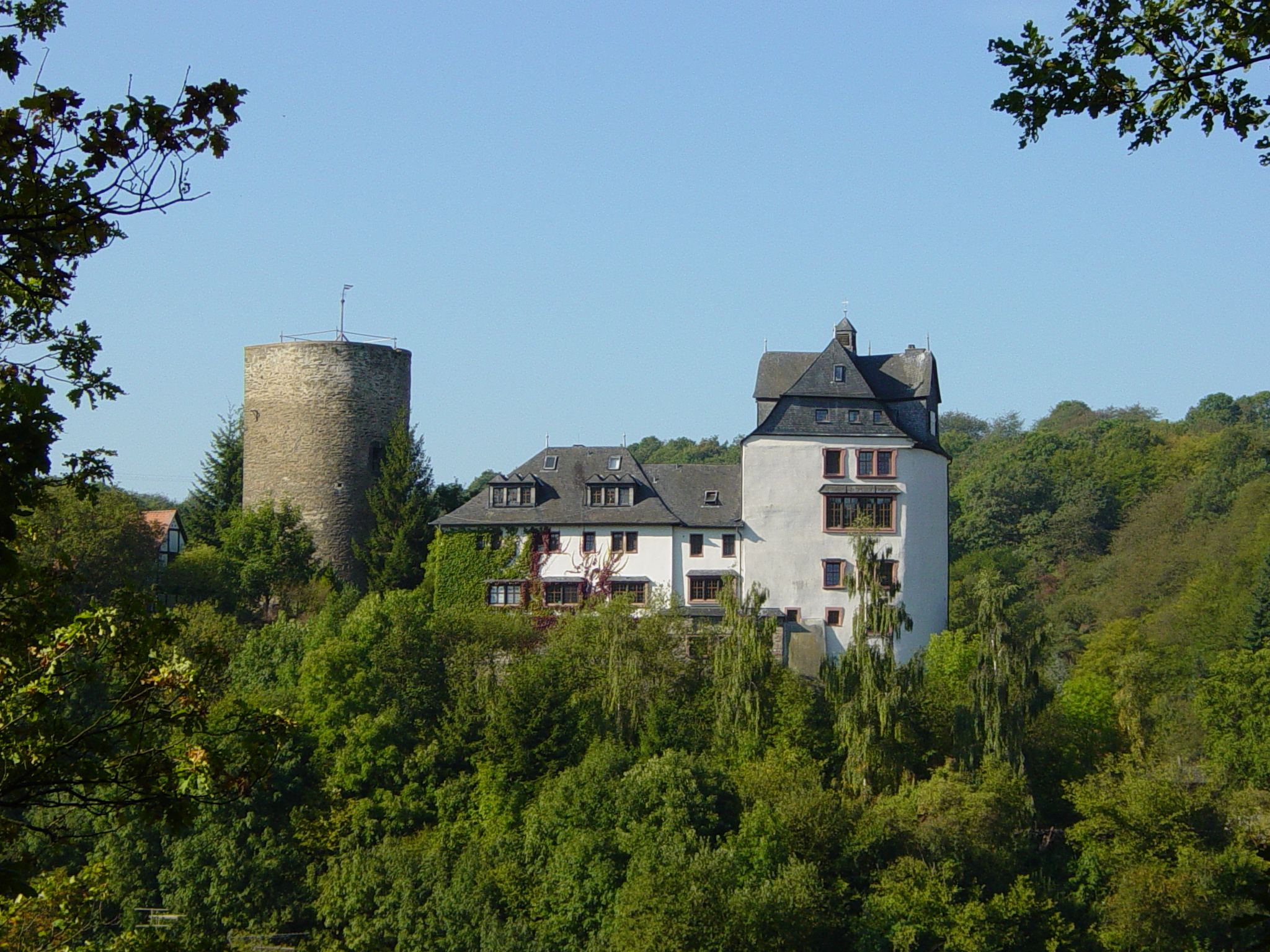
Burg Cleeberg

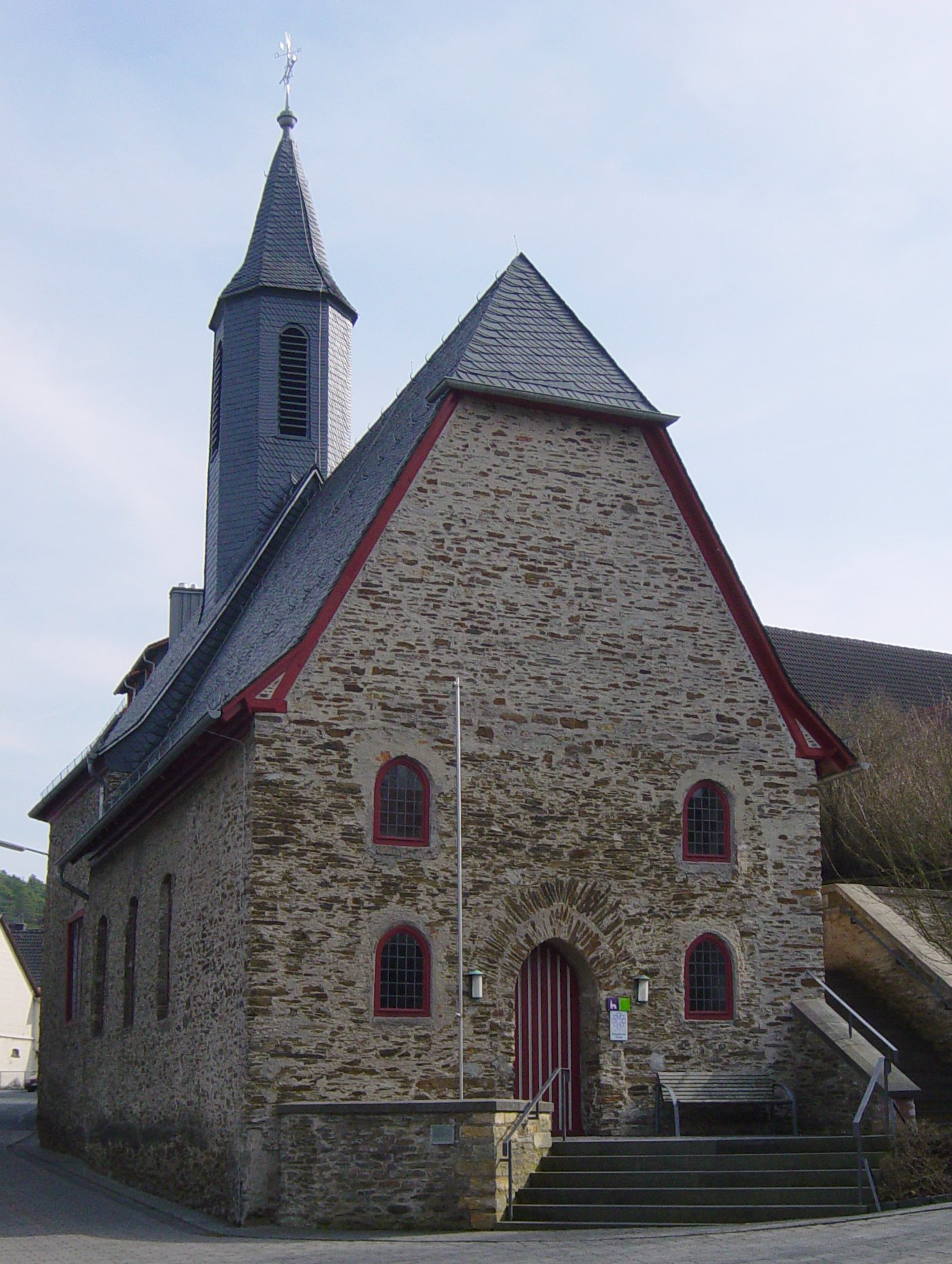
Ev. Kirche, Nordansicht

### Ortsgeschichte
Archäologische Funde aus der Keltenzeit lassen darauf schließen, dass der Ort schon sehr früh besiedelt war. Erstmals urkundlich erwähnt wird das Dorf Cleeberg, soweit bekannt, allerdings erst im Jahre 1162 (in einer wohl gefälschten Urkunde) als Cleberg, ebenso später auch in den Jahren 1214 und 1355. In der Folgezeit erscheint die Schreibweise des Ortsnamens dann auch wie folgt (in Klammern das Jahr der Erwähnung): Cleberc (1196) und Kleeberg (1787).
Die Burg Cleeberg wurde bereits um 915 erbaut. Bis 1810 war Cleeberg Amtsverwaltungssitz des Amtes Cleeberg im Herzogtum Nassau für die umliegenden Ortschaften und ab 1866 dann Teil der preußischen Provinz Hessen-Nassau. 1977 wurde Cleeberg zum staatlich anerkannten Erholungsort.
Im Zuge der Gebietsreform in Hessen wurde die bis dahin selbständige Gemeinde Cleeberg zum 1. Januar 1977 mit vier weiteren Gemeinden durch das Gesetz zur Neugliederung des Dillkreises, der Landkreise Gießen und Wetzlar und der Stadt Gießen zur neuen Großgemeinde Langgöns zusammengeschlossen. Für die nach Langgöns eingegliederten Gemeinden wurde je ein Ortsbezirk gebildet. Als Verwaltungssitz wurde der Ortsteil Lang-Göns festgelegt.

### Verwaltungsgeschichte im Überblick
Die folgende Liste zeigt die Staaten und Verwaltungseinheiten, denen Cleeberg angehört(e):
- vor 1642: Heiliges Römisches Reich, Amt Cleeberg (Kondominium: 1⁄2: Grafschaft Isenburg, 1⁄6: Leiningen-Westerburg, 1⁄6: Grafschaft Nassau, 1⁄6: Grafschaft Solms)[7]
- ab 1642: Heiliges Römisches Reich, Amt Cleeberg (Kondominium: 4⁄6: Landgrafschaft Hessen-Darmstadt, 1⁄6: Leiningen-Westerburg, 1⁄6: Grafschaft Nassau)[7]
- ab 1803: Heiliges Römisches Reich, Grafschaft Nassau-Usingen,[Anm. 2] Amt Usingen[7]
- ab 1806: Herzogtum Nassau,[Anm. 3] Amt Usingen
- ab 1849: Herzogtum Nassau, Kreisamt Idstein[Anm. 4]
- ab 1854: Herzogtum Nassau, Amt Usingen
- ab 1867: Norddeutscher Bund, Königreich Preußen,[Anm. 5] Provinz Hessen-Nassau, Regierungsbezirk Wiesbaden, Obertaunuskreis[Anm. 6]
- ab 1871: Deutsches Reich, Königreich Preußen, Provinz Hessen-Nassau, Regierungsbezirk Wiesbaden, Obertaunuskreis
- ab 1886: Deutsches Reich, Königreich Preußen, Provinz Hessen-Nassau, Regierungsbezirk Wiesbaden, Kreis Usingen
- ab 1918: Deutsches Reich, Freistaat Preußen, Provinz Hessen-Nassau, Regierungsbezirk Wiesbaden, Obertaunuskreis
- ab 1932: Deutsches Reich, Freistaat Preußen, Provinz Hessen-Nassau, Regierungsbezirk Wiesbaden, Kreis Wetzlar
- ab 1944: Deutsches Reich, Freistaat Preußen, Provinz Nassau, Landkreis Wetzlar
- ab 1945: Deutsches Reich, Amerikanische Besatzungszone,[Anm. 7] Groß-Hessen, Regierungsbezirk Wiesbaden, Landkreis Wetzlar
- ab 1946: Deutsches Reich, Amerikanische Besatzungszone, Hessen, Regierungsbezirk Wiesbaden, Landkreis Wetzlar
- ab 1949: Bundesrepublik Deutschland, Hessen, Regierungsbezirk Wiesbaden, Landkreis Wetzlar
- ab 1968: Bundesrepublik Deutschland, Hessen, Regierungsbezirk Darmstadt, Landkreis Wetzlar
- ab 1977: Bundesrepublik Deutschland, Hessen, Regierungsbezirk Darmstadt, Lahn-Dill-Kreis, Gemeinde Langgöns
- ab 1979: Bundesrepublik Deutschland, Hessen, Regierungsbezirk Darmstadt, Landkreis Gießen, Gemeinde Langgöns
- ab 1981: Bundesrepublik Deutschland, Hessen, Regierungsbezirk Gießen, Landkreis Gießen, Gemeinde Langgöns

## Bevölkerung

### Einwohnerstruktur 2011
Nach den Erhebungen des Zensus 2011 lebten am Stichtag dem 9. Mai 2011 in Cleeberg 1053 Einwohner. Darunter waren 42 (4,0 %) Ausländer. Nach dem Lebensalter waren 132 Einwohner unter 18 Jahren, 414 zwischen 18 und 49, 285 zwischen 50 und 64 und 222 Einwohner waren älter. Die Einwohner lebten in 471 Haushalten. Davon waren 141 Singlehaushalte, 153 Paare ohne Kinder und 132 Paare mit Kindern, sowie 33 Alleinerziehende und 12 Wohngemeinschaften. In 90 Haushalten lebten ausschließlich Senioren und in 324 Haushaltungen lebten keine Senioren.

### Einwohnerentwicklung
| Cleeberg: Einwohnerzahlen von 1791 bis 2021 | Cleeberg: Einwohnerzahlen von 1791 bis 2021 | Cleeberg: Einwohnerzahlen von 1791 bis 2021 | Cleeberg: Einwohnerzahlen von 1791 bis 2021 | Cleeberg: Einwohnerzahlen von 1791 bis 2021 |
| --- | ------------------------------------------- | ------------------------------------------- | ------------------------------------------- | ------------------------------------------- |
| Jahr |                                             |                                             |                                             | Einwohner                                   |
| 1791 | 1791                                        |                                             | 331                                         | 331                                         |
| 1800 | 1800                                        |                                             | 408                                         | 408                                         |
| 1834 | 1834                                        |                                             | 519                                         | 519                                         |
| 1840 | 1840                                        |                                             | 530                                         | 530                                         |
| 1846 | 1846                                        |                                             | 559                                         | 559                                         |
| 1852 | 1852                                        |                                             | 519                                         | 519                                         |
| 1858 | 1858                                        |                                             | 508                                         | 508                                         |
| 1864 | 1864                                        |                                             | 527                                         | 527                                         |
| 1871 | 1871                                        |                                             | 496                                         | 496                                         |
| 1875 | 1875                                        |                                             | 468                                         | 468                                         |
| 1885 | 1885                                        |                                             | 474                                         | 474                                         |
| 1895 | 1895                                        |                                             | 471                                         | 471                                         |
| 1905 | 1905                                        |                                             | 475                                         | 475                                         |
| 1910 | 1910                                        |                                             | 504                                         | 504                                         |
| 1925 | 1925                                        |                                             | 541                                         | 541                                         |
| 1939 | 1939                                        |                                             | 549                                         | 549                                         |
| 1946 | 1946                                        |                                             | 677                                         | 677                                         |
| 1950 | 1950                                        |                                             | 677                                         | 677                                         |
| 1956 | 1956                                        |                                             | 663                                         | 663                                         |
| 1961 | 1961                                        |                                             | 669                                         | 669                                         |
| 1967 | 1967                                        |                                             | 659                                         | 659                                         |
| 1970 | 1970                                        |                                             | 679                                         | 679                                         |
| 1976 | 1976                                        |                                             | 735                                         | 735                                         |
| 1978 | 1978                                        |                                             | 801                                         | 801                                         |
| 1982 | 1982                                        |                                             | 885                                         | 885                                         |
| 1986 | 1986                                        |                                             | 972                                         | 972                                         |
| 1990 | 1990                                        |                                             | 1.132                                       | 1.132                                       |
| 1994 | 1994                                        |                                             | 1.157                                       | 1.157                                       |
| 2000 | 2000                                        |                                             | 1.113                                       | 1.113                                       |
| 2004 | 2004                                        |                                             | 1.174                                       | 1.174                                       |
| 2006 | 2006                                        |                                             | 1.145                                       | 1.145                                       |
| 2010 | 2010                                        |                                             | 1.055                                       | 1.055                                       |
| 2011 | 2011                                        |                                             | 1.053                                       | 1.053                                       |
| 2016 | 2016                                        |                                             | 1.032                                       | 1.032                                       |
| 2021 | 2021                                        |                                             | 1.037                                       | 1.037                                       |
| Datenquelle: Historisches Gemeindeverzeichnis für Hessen: Die Bevölkerung der Gemeinden 1834 bis 1967. Wiesbaden: Hessisches Statistisches Landesamt, 1968. Weitere Quellen: LAGIS; 1791; 1800; Gemeinde Langgöns: bis 1978, später; Zensus 2011 |                                             |                                             |                                             |                                             |

### Historische Religionszugehörigkeit
| • 1885: | 457 evangelische (= 96,41 %), 4 katholische (= 0,84 %), 13 jüdische (= 2,74 %) Einwohner |
| • 1961: | 616 evangelische (= 92,08 %), 52 katholische (= 7,77 %) Einwohner                        |

## Politik

### Ortsbeirat
Für Cleeberg besteht ein Ortsbezirk (Gebiete der ehemaligen Gemeinde Cleeberg) mit Ortsbeirat und Ortsvorsteher nach der Hessischen Gemeindeordnung.
Der Ortsbeirat besteht aus sieben Mitgliedern. Bei den Kommunalwahlen in Hessen 2021 betrug die Wahlbeteiligung zum Ortsbeirat 51,34 %. Dabei wurden gewählt: drei Mitglieder der SPD und der CDU sowie ein Mitglied der „Freien Wählergemeinschaft“ (FWG). Der Ortsbeirat wählte Heidi Tonhäuser (SPD) zur Ortsvorsteherin.

### Wappen
Am 31. Januar 1968 wurde der Gemeinde Cleeberg im damaligen Landkreis Wetzlar ein Wappen mit folgender Blasonierung verliehen: In Gold auf grünem Berg ein roter Zinnenturm, beiderseits ein gestieltes grünes Kleeblatt.

## Infrastruktur und Kultur
Im Ort gibt es eine Kindertagesstätte, ein Bürgerhaus, einen Sportplatz, fünf Sportvereine, zwei Musik- und Gesangvereine und vier andere Vereine.
Am 12. Juni 2011 gewann Cleeberg den ersten Platz im Wettbewerb Dolles Dorf des Hessischen Rundfunks.

## Persönlichkeiten
In Cleeberg geboren
- Philipp Reinhard I. zu Solms-Hohensolms-Lich (* 24. Juli 1593, † 18. Juni 1635 in Frankfurt am Main), Akteur im Dreißigjährigen Krieg
- Johann Philipp Fabrizius (* 22. Januar 1711, † 23. Januar 1791 in Madras/Indien), der bedeutendste Übersetzer der Dänisch-Halleschen Mission in Trankebar (Indien), „der tamilische Luther“[16]
- Sebastian Andreas Fabricius (* 1716, † 10. Januar 1790 in Halle an der Saale), seit 1741 Privatsekretär Gotthilf August Franckes, seit 1754 Inspektor der Cansteinschen Bibelanstalt in Halle an der Saale
- Gottlieb Weidig (* 20. Februar 1793, † 18. Juni 1875 in Homberg (Ohm)), hessischer Förster und Abgeordneter der 2. Kammer der Landstände des Großherzogtums Hessen
- Wilhelm Weidig (* 25. März 1798, † 8. November 1873 in Gießen), hessischer Förster und Abgeordneter der 2. Kammer der Landstände des Großherzogtums Hessen
- Ludwig Seibert (* 21. Mai 1833, † 29. Juli 1903 Kloster Altenberg), Musikdirektor und Komponist
- Wilhelm Viëtor (* 25. Dezember 1850; † 22. September 1918 in Marburg), Anglist, Romanist, Phonetiker und neusprachlicher Fachdidaktiker
- Karl Diehl (* 27. April 1896, † 25. Oktober 1969 in Bad Schwalbach), Internist und Hochschullehrer

Mit Cleeberg verbunden
- Lara Schmidt (* 21. Juli 2000 in Langgöns), spielte beim FC Cleeberg, Fußballspielerin
- Luca Itter (* 5. Januar 1999 in Gießen), spielte beim FC Cleeberg, Fußballspieler
- Davide Itter (* 5. Januar 1999 in Gießen), spielte beim FC Cleeberg, Fußballspieler
- John Patrick Strauß (* 28. Januar 1996 in Wetzlar), spielte beim FC Cleeberg, Fußballspieler